# Shigefumi Mori
Shigefumi Mori (森 重文, Mori Shigefumi), va néixer el 23 de febrer de 1951 i és un matemàtic japonès, conegut pel seu treball en el camp de la geometria algebraica, particularment en relació amb la classificació de varietats algebraiques 3-dimensionals (three-folds).
Mori va generalitzar el tractament clàssic en la classificació de superfícies algebraiques a la classificació dels tres plecs algebraics. El tractament clàssic usa el concepte de models mínims de superfícies algebraiques. Mori va descobrir que el concepte de models mínims pot ser també aplicat als tres plecs si és que es permeten certes singularitats.
L'extensió dels resultats de Mori a dimensions majors que tres és anomenat programa Mori i, des de l'any 2006, és una àrea extremadament activa de la geometria algebraica.
Li va ser atorgada la Medalla Fields el 1990 durant el Congrés Internacional de Matemàtics.